# フィロポエメンの身分の露頭
『フィロポエメンの身分の露頭』（フィロポエメンのみぶんのろとう、西: Filopómenes descubierto、英: The Recognition of Philopoemen）は1609年ごろにキャンバス上に油彩で制作された絵画で、17世紀フランドルのバロック期の巨匠ピーテル・パウル・ルーベンスと、同じく17世紀フランドルの静物画家フランス・スナイデルスが最初に共同制作をした作品である。どちらの画家にとってもおそらく初の共同制作であり、ルーベンスが人物像を、スナイデルスが前景の大きな静物を描いた。1660年、最初にマドリードの旧王宮のスペイン王室コレクションに記録され、1818年以降、マドリードのプラド美術館に所蔵されている。なお、パリのルーヴル美術館には本作のための油彩スケッチが所蔵されている。

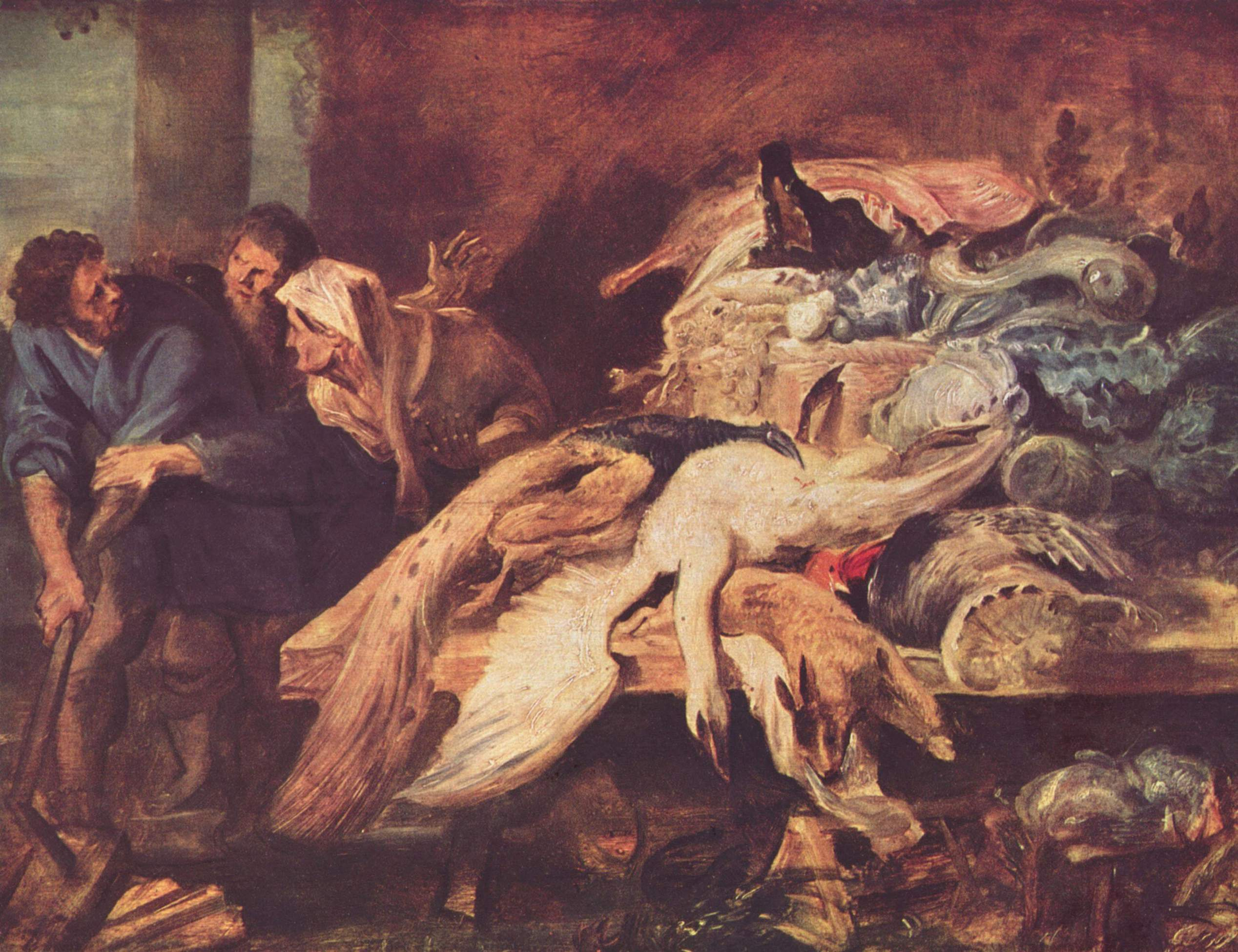
ルーベンス『フィロポエメンの身分の露頭 (油彩スケッチ)』 (1609-1610年)、ルーヴル美術館、 パリ

## 作品
古代ローマ帝国時代のギリシア人の歴史家プルタルコスの『英雄伝』によれば、スパルタと戦った古代ギリシア将軍フィロポエメンは、自身の身分を隠してメガラの町を訪れた。フィロポエメンは、その質素な外見と謙虚な態度から地元の老婆に召使と誤解され、彼自身のための栄誉の食事の準備に用いる薪を切る仕事を与えられた。彼女の夫がその間違いに気づき、フィロポエメンに「何をなさっているのか」と尋ねると、フィロポエメンは「ほかに何があるというのか。私の醜い容姿の代償を払っているだけだ」と答える。本作には、老婆の夫が、慎ましい外見の下に隠されたフィロポエメンの威厳により彼の身分に気がつく場面が描かれている。
この絵画の構図は、ルーヴル美術館にある油彩スケッチをもとにしている。スケッチはルーベンスの制作方法に合わせて大雑把に描かれ、詳細な描写を欠いており、大部分が淡色である。ルーベンスはこのスケッチについて、「協力者としてのスナイデルスを心に描きながら成されたものである」と述べているが、興味深いことにルーベンスが典拠とした物語はこのような多数の静物の描写にはまったく言及していない。プラド美術館の絵画は大方スケッチに沿った構図が用いられている一方、小さな変更点も見られる。フィロポエメンの上げた足先が下げられ、老婆の被り物がより大きくされている。
この絵画はルーベンスがイタリアからフランドルに帰郷した直後に描かれたもので、彼がイタリアで得た古代文化に関する深い知識を表している。逞しい人物像とほとんどテネブリスム的な光の扱いもまたイタリア美術の影響を示している。同時に、構図には、ルーベンスのバロック絵画の革新者としての才能が十分に見られる。
一方、本作においてスナイデルスは静物画の専門画家としての地位に依然として限定されており、ルーベンスの構想による雛形に従うことに満足していた。なお、スナイデルスが描いた静物の中には七面鳥や白鳥などの鳥が含まれるが、彼は生涯それらの鳥を繰り返し描くことになる。
研究者コスロウ (Koslow) は、本作の重要性について以下のように述べている。「いくつかの点で、これは静物画の歴史のなかで、重要な作品となる。というのもこれは、バロック様式の最も早い時期の台所－市場の場面を描いた作品であり、この種の初期の現存している作品の中では最も大型のものである」。